# Klaus Bruns
Klaus Bruns (geboren 1962 in Mülheim an der Ruhr) ist ein deutscher Bühnen- und Kostümbildner.

## Leben und Werk
Klaus Bruns studierte Bühnenbild und Kostümentwurf am Mozarteum in Salzburg. Seither ist er als Kostümbildner für Schauspiel und Oper tätig. Im Schauspiel arbeitete er unter anderem an den Schauspielhäusern von Graz, Frankfurt am Main, Hamburg, Köln, Leipzig, Stuttgart und Zürich, am Burgtheater in Wien, dem Thalia-Theater in Hamburg, der Schaubühne und dem Deutschen Theater in Berlin, dem Residenztheater und den Kammerspielen in München. Er arbeitete mit einer Reihe von Regisseuren, eine enge Zusammenarbeit verbindet ihn mit Karin Henkel.
Er reüssierte auch in der Oper und arbeitete mit den Regisseuren  Götz Friedrich, Kirsten Harms, Harry Kupfer, Damiano Michieletto und Peter Mussbach an den drei Berliner Opernhäusern, am Teatro Massimo Bellini in Catania, am Teatro Regio von Turin, beim Rossini Opera Festival in Pesaro sowie an den Opernhäusern von Amsterdam und Antwerpen, Frankfurt, Hamburg und Mannheim. Seit einigen Jahren arbeitet er eng mit Barrie Kosky in Schauspiel und Oper zusammen:
- Wagners Ring des Nibelungen an der Staatsoper Hannover
- Strindbergs Traumspiel am Deutschen Theater Berlin
- Shakespeares Kaufmann von Venedig am Schauspiel Frankfurt
- Rusalka, Moses und Aron und Eugen Onegin an der Komischen Oper Berlin
- La fanciulla del West und Macbeth an der Oper Zürich
- Der feurige Engel an der Bayerischen Staatsoper in München sowie
- Wagners Die Meistersinger von Nürnberg bei den Bayreuther Festspielen.[1]